# Balonga (Abanilla)
Balonga es una pedanía del municipio de Abanilla, Murcia que se ubica bajo la sierra de Quibas, en una extensa depresión al sudoeste de la pedanía de Cañada de la Leña. No es atravesada por ninguna carretera importante; pero es accesible al poblado desde las pedanías de El Algarrobo y Salado.
Tiene 12 habitantes.

## Pueblo
Balonga no tiene un núcleo propio dicho; sino que se trata de un diseminado de pequeños núcleos que se dispersa por toda la depresión hasta casi la frontera con Fortuna. Se divide en las caserías de Balonga, Quibas, Peña de la Zafra y Los Rafaeles.

## Entorno natural
Lo único destacable de la pedanía es su entorno natural, y también, por ser una zona donde se practica constantemente la caza, especialmente, durante el verano. Aprovechando la despoblación de la pedanía; algunas casas son usados como almacenes de caza; pero también, se usan para almacenar vino, ya que también es una zona vinícola reconocido en la zona; gracias al clima seco que se le otorga al entorno de Balonga. 
La sierra de Quibas y la rambla de Balonga son los lugares de mayor interés natural de toda la pedanía